# لورين هراقي
 لورين ميشيل هراقي مورجادو (بالإنجليزية: Lauren Michelle Jauregui)‏ (ولدت في 27 يونيو 1996) مغنية كوبية-أمريكية، معروفة بكونها عضو في فرقة الفتيات الغنائية فيفث هارموني. ظهرت لورين في تجربة الأصوات المختلفة واستكشاف تأليف الأغاني المنفردة بالتعاون مع ماريان هيل وهالسي و ستيف، وقعت مع كولومبيا للتسجيلات وبدأت العمل على ألبومها الفردي لأول مرة في مايو 2018. وأصدرت أول أغنية منفردة لها بعنوان "Expectations" وفيديوها الموسيقي في 24 أكتوبر 2018. وتم إصدار ألبومها الثاني "More Than That" في 11 يناير، 2019. من المتوقع إصدار ألبوم جديد في عام 2019.

## النشأة
ولدت لورين وترعرعت في ميامي، فلوريدا لعائلة مايكل هوراغي وكلارا مورغادو، وهما كوبيان. هاجرا إلى أمريكا بعد وصول فيدل كاسترو إلى السلطة في كوبا.

## روابط خارجية
- لورين هوراقي على موقع IMDb (الإنجليزية)
- لورين هوراقي على موقع ميوزك برينز (الإنجليزية)
- لورين هوراقي على موقع أول ميوزيك (الإنجليزية)
- لورين هوراقي على موقع ديسكوغز (الإنجليزية)
- لورين هراقي على إنستغرام